# 市政厅钟楼 (克拉科夫)

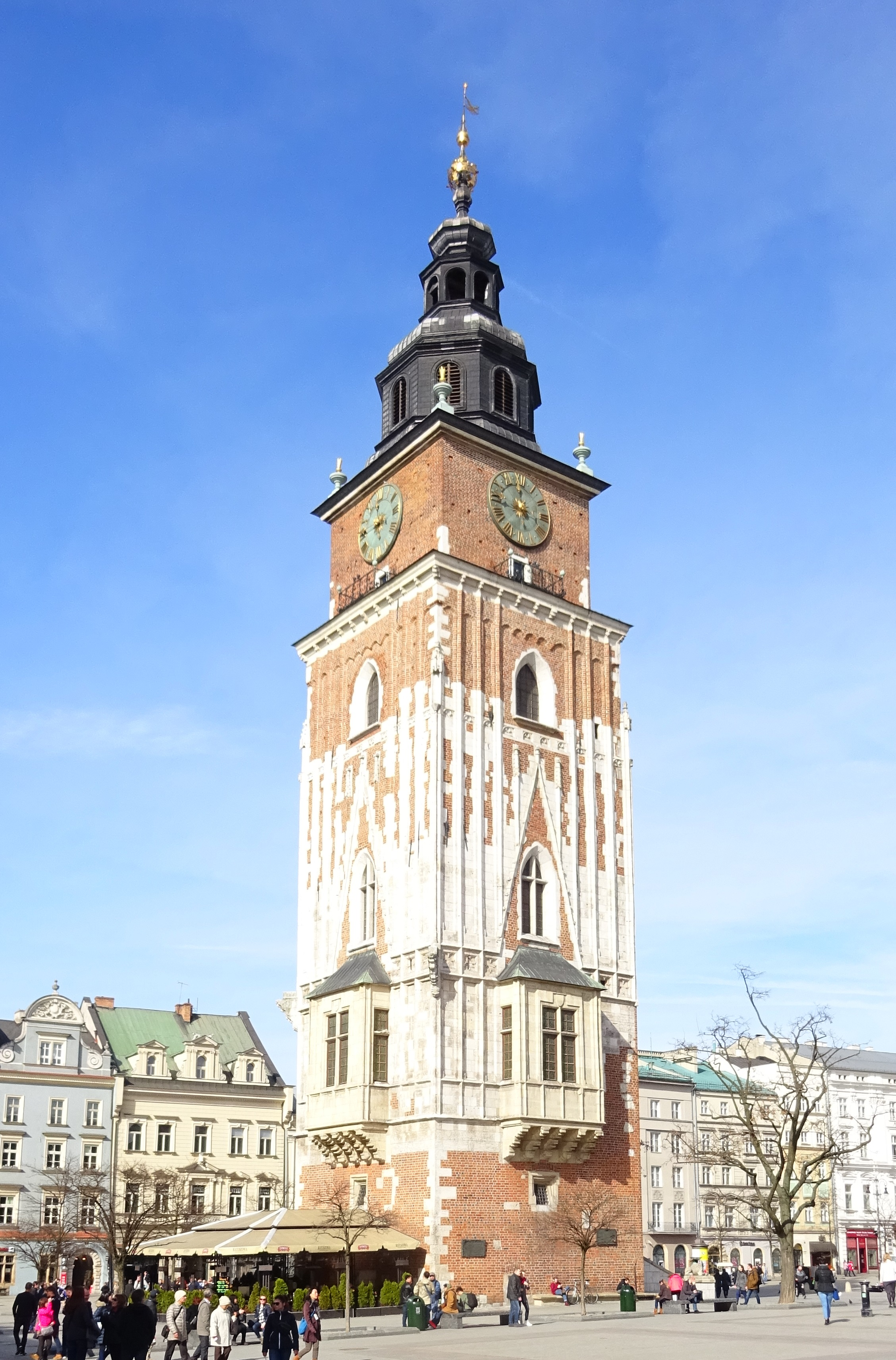
市政厅钟楼

市政厅钟楼（波蘭語：Wieża ratuszowa w Krakowie）是位於波兰克拉科夫舊城區的鐘樓建築，是中央集市广场的主要焦点。 
这座钟楼是1820年因开辟广场而拆除的老市政厅唯一保留下来的部分。它的地下室曾经是带有中世纪刑场的监狱。 
这座宏伟的哥特式建筑建于13世纪末，用石头和砖砌筑，高70米，倾斜55厘米，是1703年风暴的结果。钟楼顶层的观察平台对游客开放。
市政厅钟楼是克拉科夫历史博物馆的一个分馆。